# Martin Wilhelm Kutta
Martin Wilhelm Kutta, född 3 november 1867 i Pitschen i övre Schlesien (nuvarande Byczyna i Polen), död 25 december 1944 i Fürstenfeldbruck i Tyskland, var en tysk matematiker.
Kutta studerade vid Breslaus universitet från 1885 till 1890, och fortsatte därefter sina studier i München fram till 1894, då han blev assistent åt Walther Franz Anton von Dyck. Under 1898 tillbringade han ett halvår vid Universitetet i Cambridge. Från 1899 till 1909 arbetade han vidare som assistent åt von Dyck in München. Från 1909 till 1910 var han adjungerad professor vid Friedrich Schiller Universitet Jena. Han verkade som professor vid RWTH Aachen från 1910 till 1912. Kutta blev därefter professor vid Stuttgarts universitet 1912, där han stannade till sin pensionering 1935.
Tillsammans med Carl Runge utvecklade han 1901 Runge–Kuttametoden, som används vid numeriskt lösande av ordinära differentialekvationer. Han bidrog vidare med Zhukovsky–Kuttas vingutformning, Kutta–Zhukovsky-satsen och Kuttavillkoret inom aerodynamik.